# Rue de la Lanterne-en-la-Cité
Pour les articles homonymes, voir Rue de la Lanterne.
La rue de la Lanterne-en-la-Cité, également appelée plus simplement rue de la Lanterne, est une ancienne rue de Paris, incorporée à la rue de la Cité en 1834. Elle était située dans l'ancien 9e arrondissement (actuel 4e arrondissement) quartier de la Cité.

## Origine du nom
La rue doit son nom à une enseigne.

## Situation
Cette rue commençait quai Desaix et finissait rue de la Vieille-Draperie. Elle était dans la continuité du pont Notre-Dame au nord et était prolongée par la rue de la Juiverie au sud. Elle était située dans l'ancien 9e arrondissement.
Les numéros de la rue étaient noirs. Le dernier numéro impair était le no 17 et le dernier numéro pair était le no 18.

## Historique
Sous l'occupation romaine, cette voie fait partie du cardo maximus de Lutèce, axe routier nord-sud qui structure traditionnellement les cités romaines.
Elle a anciennement porté les noms de « place Saint-Denis-de-la-Chartre », « rue devant la croix Saint-Denis » ou encore « rue devant la place et l'église-Saint-Denis », parce qu'elle passait devant l'église Saint-Denis-de-la-Chartre.
Elle a également porté le nom de « rue de la Jusrie» et « rue de la Juirie », parce qu'elle prolongeait la rue de Juiverie, ainsi que le nom de « rue du Pont-Notre-Dame » parce qu'elle conduisait directement au pont du même nom.
Elle est citée dans Le Dit des rues de Paris de Guillot de Paris sous le nom « rue de la Lanterne », nom qu'elle a porté sans discontinuité à partir de 1326. On lui a rajouté « en-la-Cité », le quartier dans lequel elle se trouvait, afin de la différencier de la rue de la Lanterne-des-Arcis.
Elle fut toutefois également appelée, en 1457, « rue de la Planche Saint-Denis-de-la-Chartre », car il existait du côté du pont-Notre-Dame des planches pour passer sur le bray qui signifie en vieux français « fange, boue, terre grasse ».
En 1702, la rue, qui fait partie du quartier de la Cité, possède vingt-cinq maisons et quatre lanternes.
Une décision ministérielle du 26 prairial an XI (15 juin 1803), signée Chaptal fixe la largeur de la rue de la Lanterne-en-la-Cité à 12 mètres.
En 1824, au croisement avec l'actuel quai de la Corse (site actuel de l'Hôtel-Dieu) s'installe le magasin de vêtements À la Belle Jardinière. C'est un succès et il s'agrandit, au point de posséder 25 des maisons voisines en 1856.
Le 13 mai 1834, sur la demande des propriétaires riverains, le ministre de l'Intérieur, Adolphe Thiers, décide de fusionner la rue du Marché-Palu, la rue de la Juiverie et la rue de la Lanterne-en-la-Cité sous le nom de rue de la Cité.